# ルーカス・ジ・ソウザ・クーニャ
ルーカス・クーニャ（Lucas Cunha）あるいはルーカス・フェルジェム（Lucas Ferrugem）ことルーカス・ジ・ソウザ・クーニャ（ポルトガル語: Lucas de Souza Cunha、1997年1月23日 - ）は、ブラジルのサッカー選手。ポジションはDF。

## クラブ歴
2014年にミラソウFCからリーガプロのSCブラガBに移籍し、2015年9月30日に同リーグでプロ初出場を記録。2016-17シーズンにはトップチームであるSCブラガのリーグ戦のベンチにも入ったが出場は無かった。
2021年6月30日、ジル・ヴィセンテFCに3年契約で移籍した。

## 代表歴
U-20代表として2017 南米ユース選手権に出場した。